# Pseudostomella plumosa
Pseudostomella plumosa är en djurart som tillhör fylumet bukhårsdjur, och som beskrevs av Joseph Ruppert 1970. Pseudostomella plumosa ingår i släktet Pseudostomella och familjen Thaumastodermatidae. Inga underarter finns listade i Catalogue of Life.